# Plectreurys oasa
Espèce
Plectreurys oasa est une espèce d'araignées aranéomorphes de la famille des Plectreuridae.

## Distribution
Cette espèce est endémique de Californie aux États-Unis,. Elle a été découverte à Mountain Springs.

## Description
Le mâle holotype mesure 5,5 mm.

## Publication originale
- Gertsch, 1958 : The spider family Plectreuridae. American Museum Novitates, no 1920, p. 1-53 (texte intégral).